# Meral Polat
Meral Polat, née le 25 février 1982 à Amsterdam,, est une actrice, dramaturge, auteure-compositrice et chanteuse turco-néerlandaise, d'origine kurde.

## Carrière
Autre que son travail d'actrice, elle exerce également le métier de chanteuse dans le groupe  Meral's Harem.

## Filmographie

### Téléfilms
- 2006 : Spoorloos verdwenen (nl) : Meral Isuna
- 2006 : Sprint! (nl) : Yolanda
- 2008 : Keyzer & De Boer Advocaten : Selma Culik
- 2011 : Hart tegen Hard (nl) : Yasmine Sertfaka
- 2012 : Lijn 32 (nl) : Dunya
- 2015 : Noord Zuid (nl) : Günay
- 2017 : Mees Kees (nl) : La professeur Pauline
- 2018 : De Luizenmoeder (nl) : Mel

### Cinéma
- 2008 : Alibi : Agent
- 2010 : Vreemd bloed (nl) : Lina
- 2011 : Mina Moes (nl) de Mirjam de With : La mère[4]
- 2012 : Brammetje Baas (nl) de Anna van der Heide : La professeur Esma[5]
- 2013 : Tien voor Twee : Naima
- 2014 : Onder het hart (nl) de Nicole van Kilsdonk : Marieke[6]
- 2015 : Undercover : Nurgül
- 2015 : De Boskampi's (nl) de Arne Toonen : Gina[7]
- 2015 : Meet me in Venice (nl) de Eddy Terstall : Ayse[8]
- 2016 : Trots en verlangen : L'infirmière